# التعديل الخامس عشر لدستور الولايات المتحدة
التعديل الخامس عشر لدستور الولايات المتحدة يحظر على الحكومة الفيدرالية وكل ولاية حرمان أي مواطن من حق التصويت على أساس العرق أو اللون أو حالة العبودية السابقة لهذا المواطن. صودق عليه في 3 فبراير 1870، كثالث وآخر تعديلات إعادة الإعمار.
في السنوات الأخيرة من الحرب الأهلية الأمريكية وعصر إعادة الإعمار التي تلت ذلك، ناقش الكونجرس مرارًا وتكرارًا حقوق الملايين من العبيد السود السابقين. بحلول عام 1869، مُررت تعديلات لإلغاء العبودية وتوفير المواطنة والحماية المتساوية بموجب القوانين، لكن انتخاب يوليسيس س. غرانت للرئاسة أقنعت العديد من الجمهوريين أن حماية امتياز المصوتين السود كانت مهمة لمستقبل الحزب. في 26 فبراير 1869، بعد رفض المزيد من النسخ الشاملة لتعديل حق الاقتراع، اقترح الكونجرس تعديلًا وسطيًا يحظر قيود الامتياز على أساس العرق أو اللون أو العبودية السابقة. بعد النجاة من معركة التصديق الصعبة، صودق على التعديل على النحو الواجب بصفته جزءًا من الدستور في 30 مارس 1870.
فسرت قرارات المحكمة العليا للولايات المتحدة في أواخر القرن التاسع عشر التعديل على نطاق ضيق. من عام 1890 إلى عام 1910، تبنت الولايات الجنوبية دساتير ولايات جديدة وسنت قوانين وضعت عوائق أمام تسجيل الناخبين. أدى ذلك إلى حرمان معظم الناخبين السود والعديد من البيض الفقراء من حق التصويت بسبب ضرائب الاقتراع واختبارات معرفة القراءة والكتابة التمييزية، من بين عوائق أخرى تحول دون التصويت، والتي استُثني الناخبين الذكور البيض منها بموجب بنود الجد. كما أدى نظام الانتخابات التمهيدية البيضاء والترهيب العنيف من قبل الجماعات البيضاء إلى قمع مشاركة السود.
في القرن العشرين، بدأت المحكمة في تفسير التعديل على نطاق أوسع، إذ ألغت بنود الجد في قضية غوين ضد الولايات المتحدة (1915) وفككت النظام الابتدائي الأبيض في قضايا تكساس الابتدائية (1927-1953). دُمجت حقوق التصويت كذلك في الدستور في التعديل التاسع عشر (حقوق التصويت للمرأة) والتعديل الرابع والعشرون (حظر ضرائب الاقتراع في الانتخابات الفيدرالية). قدم قانون حقوق التصويت لعام 1965 الإشراف الفيدرالي على الانتخابات في الولايات القضائية التمييزية، واختبارات محو الأمية المحظورة والأجهزة التمييزية المماثلة، وخلق سبل انصاف قانونية للأشخاص المتأثرين بالتمييز في التصويت. وجدت المحكمة أيضًا أن ضرائب الاقتراع في انتخابات الولاية غير دستورية بموجب التعديل الرابع عشر في قضية هاربر ضد مجلس ولاية فرجينيا للانتخابات (1966).

## النص
القسم 1. لا يجوز للولايات المتحدة أو أي ولاية إنكار حق مواطني الولايات المتحدة في التصويت أو الانتقاص من هذا الحق بسبب العرق أو اللون أو حالة العبودية السابقة.
القسم 2. يكون للكونغرس سلطة إنفاذ هذه المادة بالتشريع المناسب.

## خلفية
في السنوات الأخيرة من الحرب الأهلية الأمريكية وعصر إعادة الإعمار التي تلت ذلك، ناقش الكونجرس بشكل متكرر حقوق العبيد السود السابقين المحررين بموجب إعلان تحرير العبيد لعام 1863 والتعديل الثالث عشر لعام 1865، الذي ألغى العبودية رسميًا. بعد تمرير التعديل الثالث عشر من قبل الكونجرس، ومع ذلك، أصبح الجمهوريون قلقين بشأن الزيادة التي ستحدث في تمثيل الكونجرس للولايات الجنوبية التي يهيمن عليها الديمقراطيون. نظرًا لأن العدد الكامل من العبيد المحررين سيُحتسبون الآن بدلًا من الثلاثة أخماس الذي نصت عليه تسوية الثلاثة أخماس السابقة، فإن الولايات الجنوبية ستزيد بشكل كبير من قوتها في مجلس النواب القائم على السكان. كان الجمهوريون يأملون في تعويض هذه الميزة من خلال جذب وحماية أصوات السكان السود الذين مُنحوا حق التصويت.
في عام 1865، أقر الكونجرس ما سيصبح قانون الحقوق المدنية لعام 1866، والذي يضمن المواطنة بغض النظر عن العرق أو اللون أو الحالة السابقة للعبودية أو العبودية القسرية. يضمن مشروع القانون أيضًا مزايا متساوية والوصول إلى القانون، وهو هجوم مباشر على القوانين السود التي أقرتها العديد من الولايات الجنوبية بعد الحرب. حاولت منظمة القوانين السود إعادة العبيد السابقين إلى ما يشبه حالتهم السابقة من خلال، من بين أمور أخرى، تقييد حركتهم، وإجبارهم على الدخول في عقود عمل لمدة عام، ومنعهم من امتلاك أسلحة نارية، ومن خلال منعهم من رفع دعاوى قضائية أو الشهادة في المحكمة. على الرغم من حث المعتدلين في الكونجرس بشدة على التوقيع على القانون، فقد استخدم الرئيس جونسون حق النقض ضده في 27 مارس 1866. وفي رسالة الفيتو، اعترض على الإجراء لأنه منح الجنسية للمحررين في وقت كانت فيه 11 ولاية من أصل 36 ولاية غير ممثلة في الكونغرس، وأنه ميز لصالح الأمريكيين من أصل أفريقي وضد البيض. بعد ثلاثة أسابيع، تجاوز الكونجرس فيتو جونسون وأصبح الإجراء قانونًا. كانت هذه هي المرة الأولى في التاريخ الأمريكي التي تمكن فيها الكونجرس من حشد الأصوات اللازمة لتجاوز الفيتو الرئاسي. على الرغم من هذا الانتصار، حتى بعض الجمهوريين الذين أيدوا أهداف قانون الحقوق المدنية بدأوا في الشك في أن الكونجرس يمتلك السلطة الدستورية لتحويل تلك الأهداف إلى قوانين. شجعت التجربة الجمهوريين الراديكاليين والمعتدلين على حد سواء على السعي للحصول على ضمانات دستورية لحقوق السود، بدلًا من الاعتماد على الأغلبية السياسية المؤقتة.
في 18 يونيو 1866، تبنى الكونجرس التعديل الرابع عشر، الذي ضمن المواطنة والحماية المتساوية بموجب القوانين بغض النظر عن العرق، وأرسله إلى الولايات للتصديق عليه. بعد صراع مرير شمل محاولات إلغاء التصديق من قبل ولايتين، اعتُمد التعديل الرابع عشر في 28 يوليو 1868.
يعاقب القسم 2 من التعديل الرابع عشر، من خلال التمثيل المنخفض في مجلس النواب، على أي ولاية تحرم أي مواطن ذكر فوق سن 21 عامًا من حق التصويت. من خلال عدم تبني عقوبة أشد، فإن هذا يشير إلى الولايات بأنها ما تزال تمتلك الحق في رفض الوصول إلى الاقتراع على أساس العرق. كانت الولايات الشمالية بشكل عام معارضة لمنح حقوق التصويت للسود مثل الولايات الجنوبية. في عام التصديق عليها، سمحت ثماني ولايات شمالية فقط للسود بالتصويت. في الجنوب، كان السود قادرين على التصويت في العديد من المناطق، ولكن فقط من خلال تدخل جيش الاتحاد المحتل. قبل أن يمنح الكونجرس حق الاقتراع للسود في الأراضي عن طريق تمرير قانون حق الاقتراع الإقليمي في 10 يناير 1867، مُنح السود حق التصويت في مقاطعة كولومبيا في 8 يناير 1867.